# Vịt mỏ hồng
Vịt mỏ hồng, tên khoa học Netta peposaca, là một loài chim trong họ Vịt.
Mặc dù được phân loại là một vịt mò, nhưng vịt mỏ hồng ăn hạt, rễ củ, cây cói, cây thủy sinh và các loại cỏ khác. Netta là tiếng Hy Lạp cổ có nghĩa là "con vịt" và peposaca là phiên âm tên Guaraní của loài này có nghĩa là "đôi cánh sặc sỡ", ám chỉ dải màu trắng rộng chỉ nhìn thấy được với đôi cánh duỗi ra. Đặc điểm nổi bật của vịt trống bao gồm một mỏ màu đỏ tươi với một núm tròn ở gốc.
Vịt mỏ hồng là đặc hữu của Nam Mỹ. Loài này được tìm thấy ở Argentina, miền trung Chile, Paraguay, Uruguay và miền nam Brazil. Dân số ở miền nam Argentina di cư về phía bắc trong mùa đông austral, đến Brazil và miền nam Bolivia. Loài này được ghi nhận một cách mơ hồ đến Quần đảo Falkland. 